# Zorbay Küçük
Zorbay Küçük (Adana, 14 september 1992) is een Turks voetbalscheidsrechter. Hij is in dienst van FIFA en UEFA sinds 2021. Ook leidt hij sinds 2018 wedstrijden in de Süper Lig.
Op 18 mei 2018 leidde Küçük zijn eerste wedstrijd in de Turkse nationale competitie. Tijdens het duel tussen Trabzonspor en Karabükspor (3–0) trok de leidsman viermaal de gele kaart. Zijn eerste interland floot hij op 29 maart 2022, toen Congo-Brazzaville met 1–2 verloor van Sierra Leone. Tijdens deze wedstrijd deelde Küçük aan drie spelers een gele kaart uit.

## Interlands
| Datum            | Plaats              | Wedstrijd                        | Uitslag | Competitie        | Kreeg geel | Kreeg voor de tweede keer geel en dus rood | Weggestuurd |
| ---------------- | ------------------- | -------------------------------- | ------- | ----------------- | ---------- | ------------------------------------------ | ----------- |
| 29 maart 2022    | Aksu, Turkije       | Congo-Brazzaville – Sierra Leone | 1 – 2   | Vriendschappelijk | 3          | 0                                          | 0           |
| 20 november 2022 | Aksu, Turkije       | Gabon – Niger                    | 3 – 1   | Vriendschappelijk | 0          | 0                                          | 0           |
| 22 maart 2024    | Bakoe, Azerbeidzjan | Azerbeidzjan – Mongolië          | 1 – 0   | Vriendschappelijk | 2          | 0                                          | 0           |
| 25 maart 2024    | Boztepe, Turkije    | Montenegro – Noord-Macedonië     | 1 – 0   | Vriendschappelijk | 4          | 0                                          | 0           |

Laatst bijgewerkt op 28 maart 2024.